# Mikuni Shimokawa
Mikuni Shimokawa (下川みくに?, Shimokawa Mikuni; Shizunai, 19 marzo 1980) è una cantante e compositrice giapponese.
Cantautrice delle sigle di alcuni anime, è conosciuta in Italia per la sigla di chiusura di Saiyuki e le sigle di apertura e chiusura delle serie Full Metal Panic! (Tomorrow, Karenai Hana) e Full Metal Panic? Fumoffu (Sore ga, Ai deshou?, Kimi ni Fuku Kaze), di cui ha doppiato anche un personaggio secondario. Ha cantato anche le sigle del recente Full Metal Panic! The Second Raid e di "Grenadier, Hohoemi no Senshi"

## Vita privata
Mikuni è sposata con il doppiatore Tsuyoshi Koyama. I due si sono sposati il 14 febbraio 2012, in occasione di san Valentino.

## Discografia
La discografia di Mikuni Shimokawa, con indicata l'uscita in Giappone.

### Album

#### Album studio
| #               | Titolo                                | Numero di tracce | Data di uscita    |
| --------------- | ------------------------------------- | ---------------- | ----------------- |
| 1               | 39                                    | 12               | 19 marzo 2000     |
| 2               | 392 ~mikuni shimokawa BEST SELECTION~ | 12               | 19 settembre 2002 |
| 3               | Kimi No Uta "Your song"               | 13               | 24 novembre 2004  |
| 4               | Sayonara mo Ienakatta Natsu           | 11               | 4 luglio 2007     |
| 5/3º Best Album | Heavenly - 10th Anniversary Album     | 14               | 18 marzo 2009     |

#### Compilation Album
| #                   | Titolo                                            | Numero di tracce  | Data di uscita   |
| ------------------- | ------------------------------------------------- | ----------------- | ---------------- |
| 1º cover album      | Review                                            | 11                | 17 dicembre 2003 |
| Best album          | Mikuni Shimokawa Singles & Movies                 | 25 (18 + 7 video) | 18 maggio 2005   |
| 2º cover album      | Remember                                          | 14                | 15 marzo 2006    |
| 2º Best Album       | Reprise Shimokawa Mikuni Best                     | 2 x 11            | 19 dicembre 2007 |
| 1º Self Cover Album | 9 -Que!!                                          | 13                | 19 marzo 2008    |
| 4º Best Album       | Tsubasa: Very Best of Mikuni Shimokawa            | 18                | 5 agosto 2009    |
| 3º cover album      | Replay! Shimokawa Mikuni Seishun Anison Cover III | 12                | 21 luglio 2010   |

#### Singoli
| #  | Informazioni |
| -- | --- |
| 1  | Believer: Tabidachi no uta - Uscita: 28 aprile 1999 1. Believer: Tabidachi no uta (Believer～旅立ちの歌～?) 2. Adrenaline (アドレナリン? lett. Adrenalina) |
| 2  | If: Moshi mo negai ga kanau nara - Uscita: 28 luglio 1999 1. If: Moshi mo negai ga kanau nara (If～もしも願いが叶うなら～?) 2. Shiawase no passport (幸せのパスポート? lett. Passaporto per la felicità) |
| 3  | 2000Express - Uscita: 20 ottobre 1999 1. 2000Express 2. Tabun Alright (たぶんオーライ?) |
| 4  | Surrender - Uscita: 17 February 2000 1. Surrender 2. Tokimeki Rush de ikimashō (トキメキ・ラッシュで行きましょう?) |
| 5  | Naked - Uscita: 7 giugno 2000 1. Naked 2. Long Good Bye (lett. Un lungo addio) |
| 6  | Alone - Uscita: 6 dicembre 2000 1. Alone (lett. Solo), utilizzata come seconda sigla di chiusura della serie TV anime Gensomaden Saiyuki 2. Kimi no inai machi (君のいない街?) |
| 7  | Tomorrow/Karenai hana - Uscita: 20 febbraio 2002 1. Tomorrow (lett. Domani), utilizzata come sigla di apertura di Full Metal Panic! 2. Karenai hana (枯れない花? lett. Fiore immortale), utilizzata come sigla di chiusura di Full Metal Panic! 3. Kimi no yume (キミノユメ? lett. Il tuo sogno)                                                                                                 |
| 8  | True/Tatta hitotsu no - Uscita: 21 agosto 2002 1. True, utilizzata come sigla di apertura di Dragon Drive 2. Tatta hitotsu no (たった、ひとつの? lett. L'unico e solo), utilizzata come sigla di chiusura di Dragon Drive 3. Kimi to futari (キミと二人? lett. I due di noi) |
| 9  | All the Way - Uscita: 18 giugno 2003 1. all the way - Anime TV series Kino's Journey opening theme 2. Again 3. Popcorn (single version) - Anime TV series Hunter × Hunter ending theme |
| 10 | Sore Ga Ai Deshou/Kimi Ni Fuku Kaze - Released: 3 September 2003 1. Sore Ga Ai Deshou (それが、愛でしょう, I Guess That's Love) - Anime TV series Full Metal Panic? Fumoffu opening theme 2. Kimi Ni Fuku Kaze (君に吹く風, The Wind Blows to You) - Anime TV series Full Metal Panic? Fumoffu ending theme 3. Are Kara (あれから)                                                               |
| 11 | Kanashimi Ni Makenaide/Kohaku - Released: 27 October 2004 1. Kanashimi Ni Makenaide (悲しみに負けないで) - Anime TV series Grenadier - The Senshi of Smiles ending theme 2. Kohaku - Anime TV series Grenadier - The Senshi of Smiles opening theme 3. True Love (Toorigakari Hikigatari Version, 通りがかり弾き語りバージョン)                                                                  |
| 12 | Minami Kaze/Mou Ichido Kimi ni Aitai - Released: 18 August 2005 1. Minamikaze (南風, Southern Wind) - Anime TV series Full Metal Panic! The Second Raid opening theme 2. Mou Ichido Kimi Ni Aitai (もう一度君に会いたい, I Want to See You Again) - Anime TV series Full Metal Panic! The Second Raid ending theme 3. Ano Hi Ni Kaeritai (あの日に帰りたい, I Want to Go Back to the Olden Days) |
| 13 | Bird - Released: 14 March 2007 1. Bird - Kino's Journey 2nd movie theme song 2. Tegami (手紙) 3. Kimi No Negai (キミの願い) 4. Bird: Instrumental |
| 14 | Ijanai!? - Released: 3 December 2008 1. Ijanai!? (イ～じゃナイ!?) - Blue Dragon 1st ending theme song 2. Chain 3. Happy Birthday 4. Ijanai!? (Instrumental) |
| 15 | Tsubomi - Released: 18 February 2009 1. Tsubomi (蕾~tsubomi~) - Blue Dragon 2nd ending theme song 2. Yume Miru Kimi e (ユメミルキミヘ) 3. Tomorrow: Shanghai Live Recording (Tomorrow-上海ライブ録音-) 4. Mou Ichido Kimi Ni Aitai: Shanghai Live Recording (もう一度君に会いたい-上海ライブ録音-)                                                                                               |
| 16 | Kimi ga iru kara - Released: 21 July 2010 1. Kimi Ga Iru Kara (君がいるから) - Fairy Tail 4th ending theme song 2. Aitakute (会いたくて) 3. Kimi Ga Iru Kara -Instrumental- (君がいるから-Instrumental-) |